# املاک فرهنگی (ژاپن)

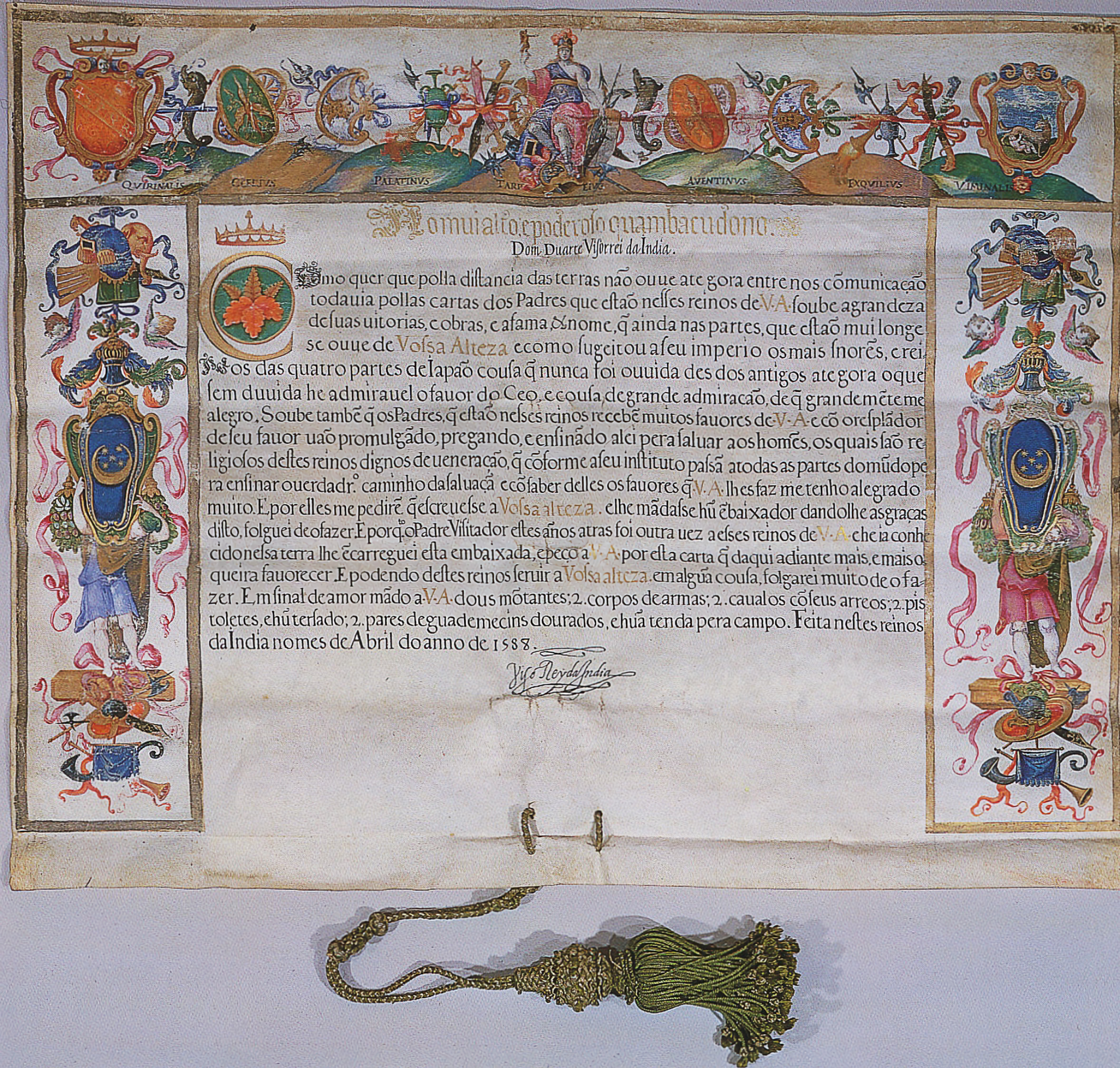
نامه دوارته دو منزز به تویوتومی هیده‌یوشی یک گنجینه ملی که منشأ آن هند است.

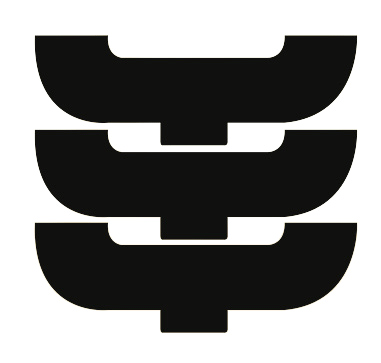
لوگوی حفاظت از فرهنگ نشان دهنده یک ، عنصری از معماری ژاپنی است که مخفف کلمه تداوم در زمان حفاظت از اموال فرهنگی می‌باشد.

املاک فرهنگی (انگلیسی: Cultural Property) یا بونکازای bunkazai (文化財) توسط دولت ژاپن دفتر امور فرهنگی (وزارت آموزش، فرهنگ، ورزش، علوم و فناوری) اداره می‌شود، و شامل اموال ملموس (ساختارها و آثار هنری یا صنایع دستی)، اموال ناملموس (هنرهای نمایشی و تکنیک‌های صنایع دستی) می‌شود؛ ویژگی‌های مردمی محسوس و ناملموس، یادمان‌های ژاپن تاریخی، دیدنی و طبیعی؛ مناظر فرهنگی; و گروه‌های بناهای سنتی، املاک مدفون نیز توسط تکنیک‌های حفاظتی برای اموال فرهنگی حفاظت می‌شوند. این اموال فرهنگی باید حفظ شده و به عنوان میراث مردم ژاپن مورد استفاده قرار گیرند. همه اموال فرهنگی ژاپن در خود کشور ژاپن ایجاد نشده‌اند. برخی از آنها از چین، کره یا کشورهای دیگر هستند. برای مثال به نامه دوارته دو منزز به تویوتومی هیده‌یوشی، در تصویر بالا نگاه کنید، این نامه یک گنجینه ملی که منشأ آن هند است. در مجموع، حدود ۸۵۷ ملک مهم فرهنگی با منشأ چینی، ۹۶ مورد از کره، ۲۷ مورد از غرب، و سه مورد از سایر مناطق هستند.

## دسته‌بندی اموال فرهنگی تعیین شده
قانون حمایت از اموال فرهنگی ۱۹۵۰ اقلامی را که به عنوان اموال فرهنگی تعیین شده‌اند در دسته‌های زیر طبقه‌بندی می‌کند:

### اموال فرهنگی ملموس
املاک فرهنگی ملموس (有形文化財 yūkei bunkazai) محصولات فرهنگی با ارزش تاریخی یا هنری بالا هستند، خواه سازه‌ها (معبد شینتویی، معابد بودایی در ژاپن، ساختمان‌های دیگر)، آثار هنری (نقاشی ژاپنی، مجسمه)، آثار صنایع دستی ژاپن، خوشنویسی ژاپنی، اسناد باستانی، مواد باستان‌شناسی، مواد تاریخی و موارد دیگر از این قبیل. همه اشیایی که سازه نیستند «آثار هنرهای زیبا و صنایع دستی» نامیده می‌شوند.

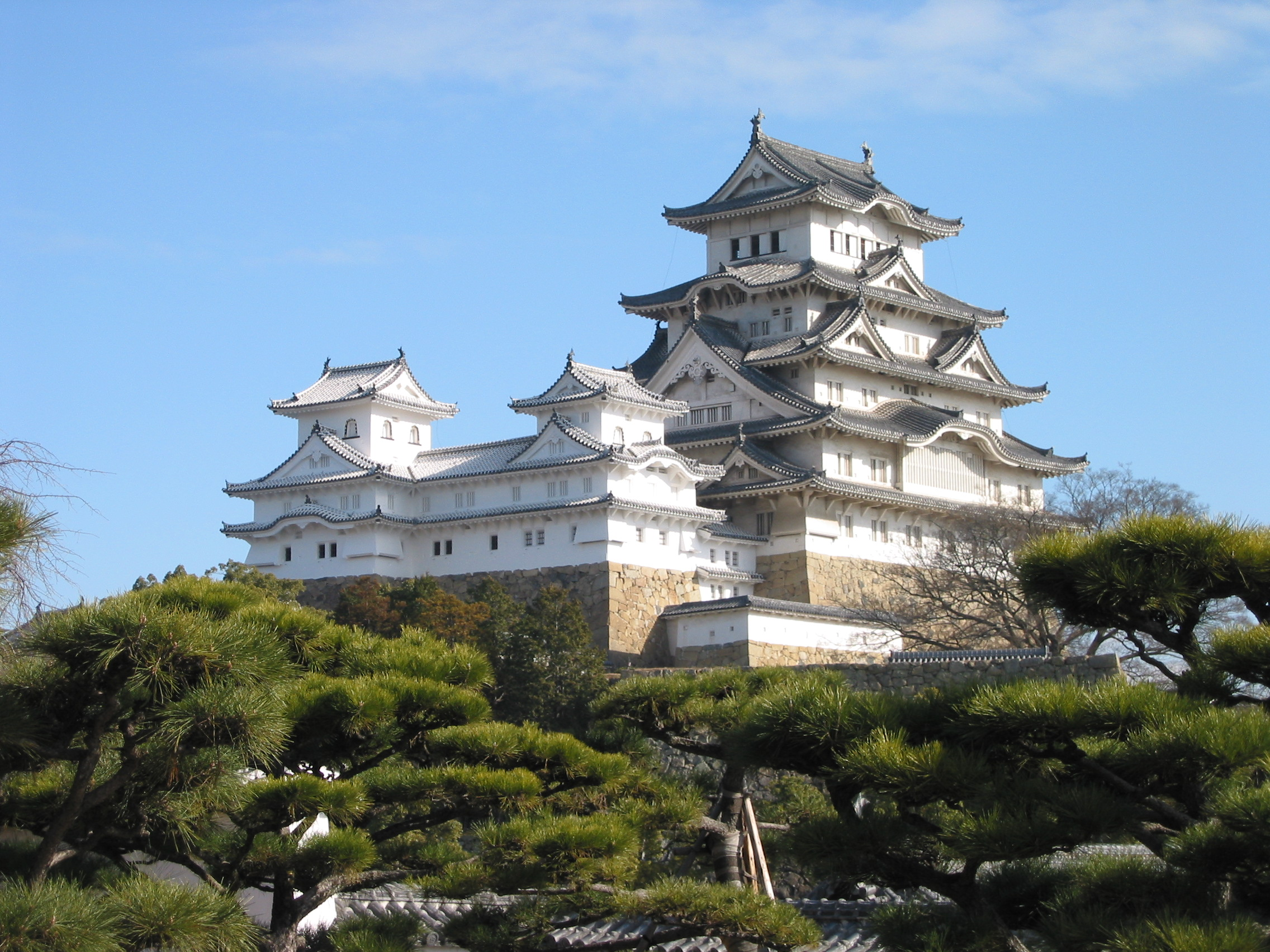
قلعه هیمه‌جی در سال ۱۹۵۱ به عنوان گنجینه ملی شناخته شد. (فهرست میراث جهانی در ژاپن)

اقلامی که به‌عنوان ویژگی‌های فرهنگی ملموس تعیین شده‌اند، اگر معیارهای خاصی را برآورده کنند، می‌توانند به عنوان املاک فرهنگی مهم ژاپن (重要文化財 jūyō bunkazai) یا گنجینه ملی (ژاپن) (国宝 kokuhō) برای موارد بسیار خاص با ارزش بسیار.
هرگونه تغییر در اموال مهم فرهنگی و گنجینه‌های ملی نیاز به مجوز دولتی دارد و صدور آن ممنوع است مگر در مواردی که مجاز باشد. خزانه‌داری ملی از حفظ و مرمت این اقلام حمایت می‌کند و کمیسر امور فرهنگی برای اداره، مرمت، نمایش عمومی و سایر فعالیت‌ها کمک فنی می‌کند. کار حفاظتی توسط صاحب مورد انجام می‌شود، با حمایت مالی برای هزینه‌های کلان. از آنجایی که بسیاری از اقلام از چوب، پوست و سایر مواد قابل اشتعال ساخته شده‌اند، اغلب در برابر آتش‌سوزی بسیار حساس هستند؛ بنابراین به مالکان برای نصب سیستم‌های پیشگیری از آتش‌سوزی و سایر بلایا یارانه داده می‌شود.

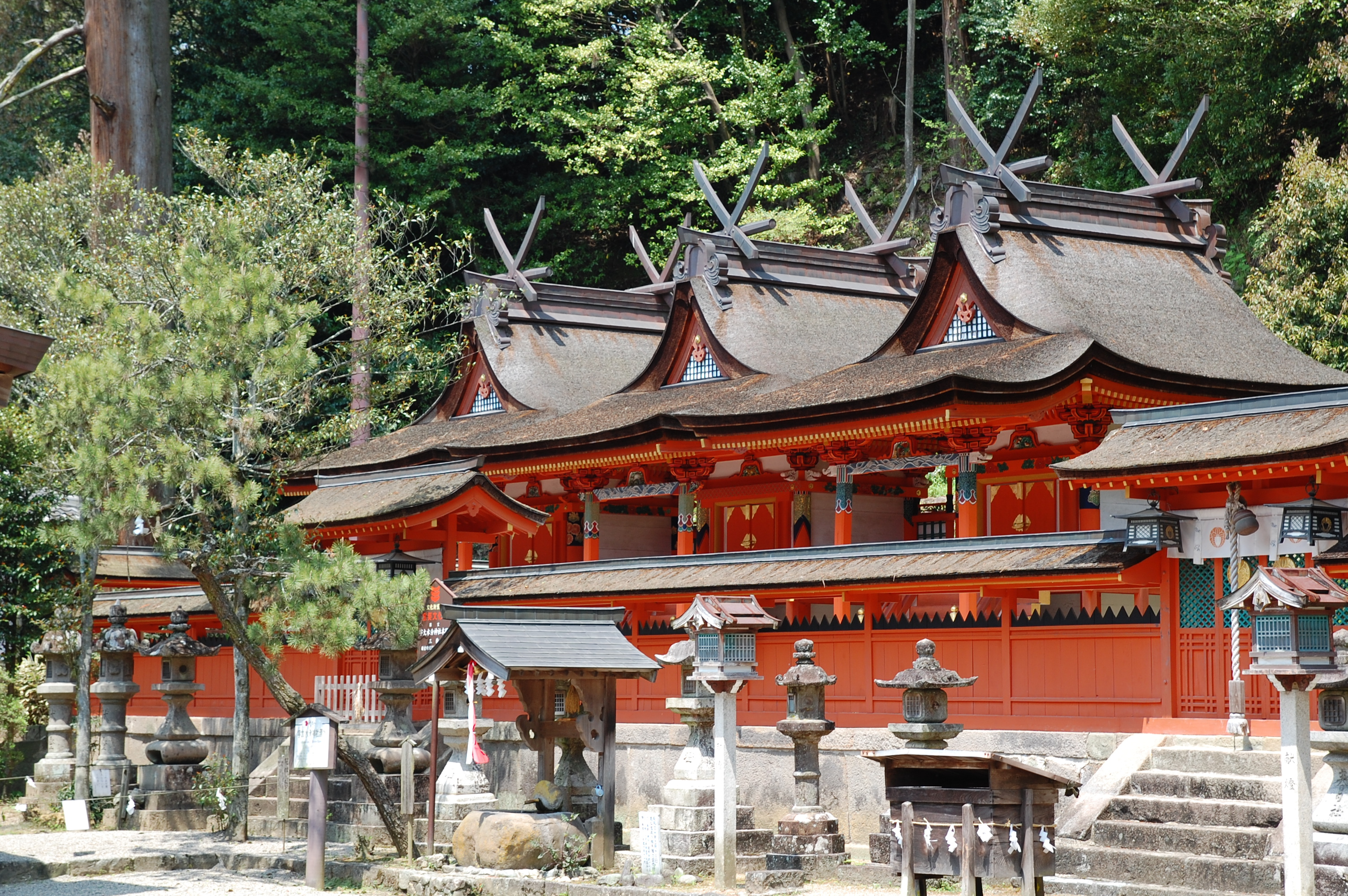
عبادتگاه اودا میکوماری در اودا، نارا، استان نارا

تا تاریخ ۱ فوریه ۲۰۱۲، ۱۲۸۱۶ دارایی مهم فرهنگی (شامل ۱۰۸۲ گنجینه ملی) وجود داشت که تقریباً یک پنجم آنها سازه بودند. بر اساس کلاس، ۱۹۷۴ (۱۹۸) نقاشی وجود داشت؛<ref ۲۶۵۴ (۱۲۶) مجسمه؛ ۲٬۴۲۸ (۲۵۲) صنایع دستی؛ ۱۸۸۲ (۲۲۳) اثر خوشنویسی؛ ۷۳۹ (۶۰) اسناد باستانی؛ ۵۸۶ (۴۴) مواد باستان‌شناسی؛ ۱۶۷ (۳) مطالب تاریخی؛ و ۲٬۳۸۶ (۲۱۶) تعیین سازه، از جمله ۴٬۴۶۹ (۲۶۴) سازه فردی.

### اموال ناملموس فرهنگی
اموال فرهنگی ناملموس (無形文化財 mukei bunkazai) محصولات فرهنگی با ارزش تاریخی یا هنری بالا مانند نمایش، موسیقی، و تکنیک‌های صنایع دستی هستند.

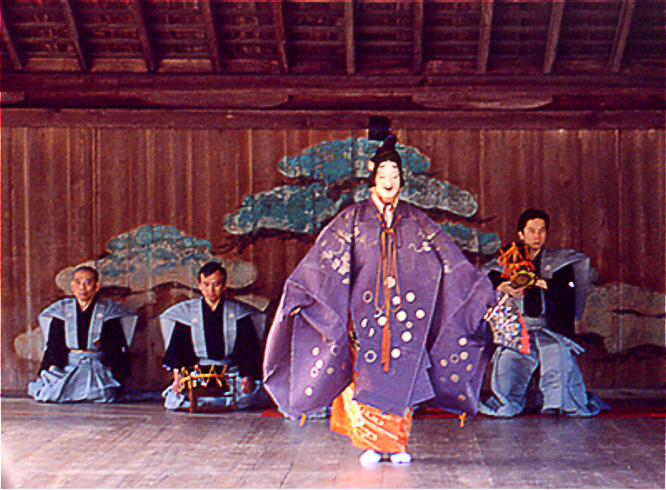
نو (تئاتر) اجرا در معبد ایتسوکوشیما

اقلام با اهمیت ویژه را می‌توان به عنوان اموال فرهنگی ناملموس مهم (重要無形文化財 jūyō mukei bunkazai) تعیین کرد. همچنین «دارندگان» تکنیک‌های لازم برای آموزش مهارتشان تشویق شده و مورد توجه قرار می‌گیرند. کمک‌های مالی ویژه دو میلیون ین در سال به دارندگان فردی (به اصطلاح گنجینه‌های زنده ملی) برای کمک به محافظت از این اموال داده می‌شود. دولت همچنین بخشی از هزینه‌های متحمل شده توسط دارنده دارایی فرهنگی ناملموس در حین آموزش به جانشین وی یا به یک گروه شناخته شده را پرداخت می‌کند.
برای ارتقای درک و در نتیجه انتقال بین نسل‌ها از این دارایی‌های فرهنگی، نمایشگاه‌هایی در رابطه با آنها برگزار می‌شود. دولت از طریق شورای هنر ژاپن همچنین کارگاه‌های آموزشی و سایر فعالیت‌ها برای آموزش پرسنل نسل‌های آینده نو (تئاتر)، بونراکو و کابوکی برگزار می‌کند.
تا ۱ فوریه ۲۰۱۲، ۱۱۵ دارایی فرهنگی ناملموس مهم و ۱۶۷ نام دیگر در سطح استان و ۵۲۲ مورد در سطح شهرداری وجود داشت.